# Adelaide di Borgogna
Adelaide di Borgogna (título original en italiano; en español, Adelaida de Borgoña) es una ópera seria en dos actos con música de Gioachino Rossini y libreto en italiano de Giovanni Schmidt. Se estrenó en el Teatro Argentina de Roma el 27 de diciembre de 1817.
Esta ópera rara vez se representa en la actualidad; en las estadísticas de Operabase aparece con sólo 2 representaciones en el período 2005-2010. 